# 1070

## Události
- Založení Marrákeše Almorávidy
- Nejstarší zpráva o českém pivovarnictví v zakládacím listě vyšehradské kapituly, ke se připomínají jména sládků Sobíka, Šešúra a Častoně.

## Narození
- ? – Svatý Isidor z Madridu, patron zemědělců († 15. května 1130)
- ? – Avraham bar Chija středověký židovský filosof, matematik a astronom († 1136)
- ? – Koloman Uherský, král uherský a chorvatský († 3. února 1116)
- Vladislav I., české kníže († 1125)

## Úmrtí
- 1. července – Balduin VI. Flanderský, hrabě henegavský a flanderský (* 1030)

## Hlavy států
- České knížectví – Vratislav II.
- Papež – Alexandr II.
- Svatá říše římská – Jindřich IV.
- Anglické království – Vilém I. Dobyvatel
- Aragonské království – Sancho Ramírez
- Barcelonské hrabství – Ramon Berenguer I. Starý
- Burgundské vévodství – Robert I. Starý
- Byzantská říše – Romanos IV. Diogenes a Michael VII. Dukas
- Dánské království – Sven II. Estridsen
- Francouzské království – Filip I.
- Kyjevská Rus – Všeslav I. Polocký / Izjaslav I. Jaroslavič
- Kastilské království – Sancho II. Silný
- Leonské království – Alfons VI. Statečný
- Navarrské království – Sancho IV.
- Norské království – Olaf III. Mírný
- Polské knížectví – Boleslav II. Smělý
- Skotské království – Malcolm III.
- Švédské království – Halsten Stenkilsson / Anund Gårdske / Haakon Rudý

- Uherské království – Šalamoun